# Округ Турку Вариссуо-Лаусте
Округ Турку Вариссуо-Лаусте (фин. Varissuo-Lauste, швед. Kråkkärret-Laustis) — территориальная единица города Турку, включающая в себя 5 районов в северо-восточной части города.
Первоначально округ имел наименование Итяхарью-Вариссуо (фин. Itäharju-Varissuo, швед. Österås-Kråkkärret) и включал в себя 9 районов. Численность населения округа Итяхарью-Вариссуо составляла 27 883 человека (2004) из которых пользовались финским языком как родным — 84,17 %, шведским языком — 3,06 %, другим языком — 12,77 %. В возрасте моложе 15 лет числилось 17,75 %, а старше 65 лет — около 13,21 %.
После реформирования, округ получил название Вариссуо-Лаусте. Численность населения составляла 18 148 человек (2008).

## Районы
В состав округа в настоящее время входит 5 районов города.
| Русское название | (на финском) | (на шведском) |
| Ваала            | Vaala        | Svalas        |
| Вариссуо         | Varissuo     | Kråkkärret    |
| Лаусте           | Lauste       | Laustis       |
| Пяаскювуори      | Pääskyvuori  | Svalberga     |
| Хухкола          | Huhkola      |               |